# Fermín Cacho
Fermín Cacho Ruiz  (ur. 16 lutego 1969 w Ágreda) – hiszpański lekkoatleta, biegacz specjalizujący się w dystansie 1500 m. Dwukrotny medalista olimpijski.
Cacho był czołowym średniodystansowcem lat 90., jednym z nielicznych Europejczyków podejmujących rywalizację z biegaczami afrykańskimi. Rozpoczął międzynarodową karierę w 1988, gdy zdobył brązowy medal na 1500 m na Mistrzostwach Świata Juniorów w Sudbury. W 1990 zajął 2. miejsce na 1500 m na Halowych Mistrzostwach Europy w Glasgow. Był także drugi na tym dystansie na Halowych Mistrzostwach Świata w 1991 w Sewilli za Noureddinem Morcelim. Na Mistrzostwach Świata w 1991 w Tokio zajął 5. miejsce.
Na Igrzyskach Olimpijskich w 1992 w Barcelonie Cacho niespodziewanie został mistrzem na 1500 m (bieg był rozgrywany w wolnym tempie, co promowało biegaczy dysponujących szybkim finiszem). Zdobył srebrny medal na Mistrzostwach Świata w 1993 w Stuttgarcie (za Morcelim) i złoty na Mistrzostwach Europy w 1994 w Helsinkach. Na Mistrzostwach Świata w 1995 w Göteborgu był ósmy.
Na Igrzyskach Olimpijskich w 1996 w Atlancie faworytami biegu na 1500 m byli Morceli i Hicham El Guerrouj. Na trzecim okrążeniu El Guerrouj się przewrócił. Cacho musiał go przeskoczyć, stracił kilka metrów i nie był w stanie dogonić Morcelego. Zdobył srebrny medal. Takie samo miejsce zajął na Mistrzostwach Świata w 1997 w Atenach (za El Guerroujem). Na Mistrzostwach Europy w 1998 w Budapeszcie zdobył brązowy medal, a Mistrzostwach Świata w 1999 w Sewilli był czwarty.
13 sierpnia 1997 w Zurychu Cacho ustanowił rekord Europy wynikiem 3.28,95 (był w tym biegu drugi za El Guerroujem). Ten rezultat był rekordem Europy do 19 lipca 2013 (Mo Farah przebiegł wtedy ten dystans w 3:28,81). Był mistrzem Hiszpanii na tym dystansie w latach 1989–1993, 1995 i 1996, a także w hali w 1990, 1991 i 1995.